# 種子預措
種子播種前對種子進行的處理，稱之為種子預措（seed pretreatment），目的為使播種容易、促進種子發芽、幼苗生長及預防病蟲害。

### 物理性種殼休眠
如硬實種子，常見的處理方式為種殼刻傷與化學藥劑刻傷。
- 美人蕉種子以人工刻傷種皮，發芽率提升至96.5%，未處理種子只有9.6%[2]
- 夜來香種子以25%硫酸處理15-30分種可提升種子發芽率至86%以上[3]

### 化學性種殼休眠
可以使用流水淋洗，減少種穀內的水溶性發芽抑制物，達到促進發芽的效果。
- 「粉青」苦瓜栽培種，以流水淋洗12小時候發芽率能提升至55%[4]

### 浸種處理
能促進種皮軟化，使種子吸收發芽所需之水分，促進種子發芽前的生化作用，或除去種皮的發芽抑制物質。溫水浸種具有浸種的效果，也具有殺菌消果，是常用的物理性除菌法。
- 西瓜種子、'粉青'及'青皮'苦瓜種子的例子中，溫湯浸種能提升發芽率與縮短發芽天數[6]
- 甘藍、茄子、菠菜、番茄等種子能使用水溫50°C持續時間25分鐘的溫湯浸種作為播種前的消毒處理[7]

### 過氧化氫
過氧化氫（H2O2）為氧化劑的一種，經常被用於種子殺菌。從豆科與大麥的研究中可以發現，以過氧化氫處理過的種子，具有刺激發芽、促進種苗生長的效果。推測可能原因為過氧化氫能加速呼吸作用進行，增加養分的分解速率以提供發芽所需。
- 以15%過氧化氫浸種樟樹種子25分種，發芽率可從10%以下提升至51-58%。[8]

### 次氯酸鈉
次氯酸鈉（NaClO）是一種氧化劑，常用於種子殺菌，使用濃度為1%-5%。研究指出較高濃度的次氯酸鈉能促進種穀休眠種子發芽，然而雖然較高濃度的次氯酸鈉能促進種子發芽，但對於胚及胚根發育有不良的影響。